# Нестор Сюб'ят
Нестор Сюб'ят (ісп. Néstor Subiat, нар. 23 квітня 1966, Буенос-Айрес) — швейцарський футболіст аргентинського походження, що грав на позиції нападника за низку французьких і швейцарських команд, а також національну збірну Швейцарії.

## Клубна кар'єра
У дорослому футболі дебютував 1984 року виступами у Франції за «Мюлуз», в якому грав до 1992 року з невеликою перервою на виступи за «Страсбур» протягом частини 1990 року.
1992 року перебрався до Швейцарії, ставши гравцем місцевого «Лугано», у складі якого у першому ж сезоні став володарем кубка Швейцарії.
Своєю грою за останню команду привернув увагу представників тренерського штабу клубу «Грассгоппер», до складу якого приєднався 1994 року. Відіграв за команду з Цюриха наступні три сезони своєї ігрової кар'єри. У складі «Грассгоппера» був одним з головних бомбардирів команди, маючи середню результативність на рівні 0,69 голу за гру першості. Допоміг команді двічі вибороти титул чемпіона Швейцарії.
Протягом 1998 року захищав кольори команди клубу «Базель».
1998 року уклав контракт з клубом «Сент-Етьєн», у складі якого провів наступні два роки своєї кар'єри гравця. 
Згодом пограв у Швейцарії за «Етуаль Каруж» та «Люцерн», а завершував кар'єру виступами за команду четвертого французького дивізіону «Оранж», за яку виступав протягом 2001—2002 років.

## Виступи за збірну
Виступаючи у Швейцарії, отримав громадянство цієї диержави і 1994 року дебютував в офіційних матчах у складі її національної збірної. Протягом кар'єри у національній команді, яка тривала 3 роки, провів у її формі 15 матчів, забивши 6 голів.
У складі збірної був учасником чемпіонату світу 1994 року у США, на якому виходив на поле у трьох з чотирьох ігор швейцарців на турнірі.

## Титули і досягнення
- Чемпіон Швейцарії (2):

«Грассгоппер»: 1994-1995, 1995-1996
- Володар Кубка Швейцарії (1):

«Лугано»: 1992-1993